# Wendelin Werner
Wendelin Werner (Colônia, 23 de setembro de 1968 é um matemático francês nascido na Alemanha. É professor do Instituto Federal de Tecnologia de Zurique.
Foi professor na Universidade Paris-Sul, sendo sua área de trabalho a teoria das probabilidades. Lida principalmente com passeio aleatório e teoria da percolação.
Werner nasceu na Alemanha e naturalizou-se francês em 1977. Ainda jovem participou do filme La passante du Sans-Souci. De 1987 a 1991 estudou na Escola Normal Superior de Paris, doutorado em 1993 na Universidade Pierre e Marie Curie, orientado por Jean-François Le Gall.

## Prêmios
Werner recebeu em 2000 o Prêmio EMS, em 2001 o Prêmio Fermat, em 2005 o Prêmio Loève e o Prêmio Rollo Davidson, e em 2006 o Prêmio George Pólya e a Medalha Fields.